# Erechtheion

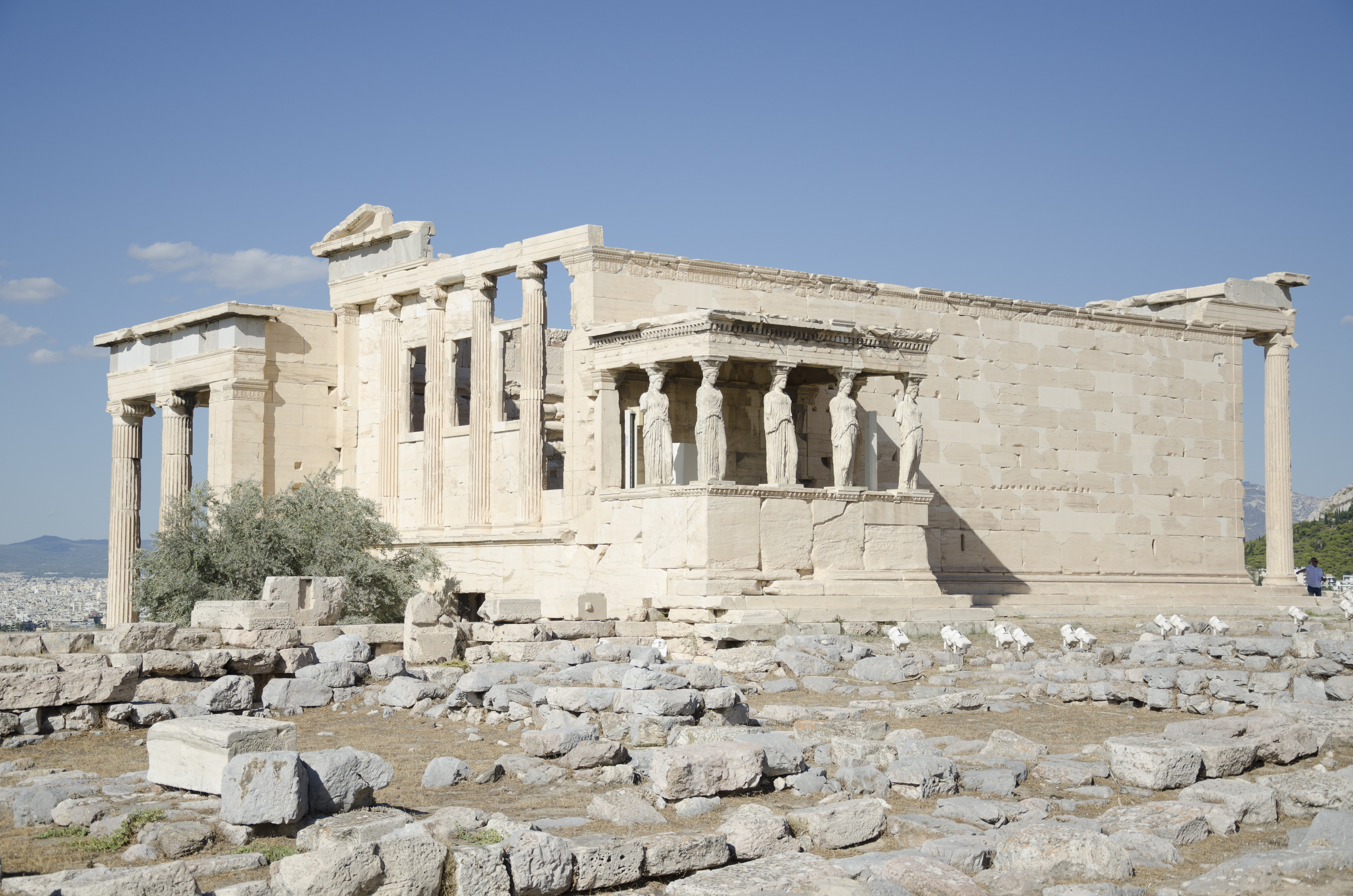
Erechtheion od jihozápadu

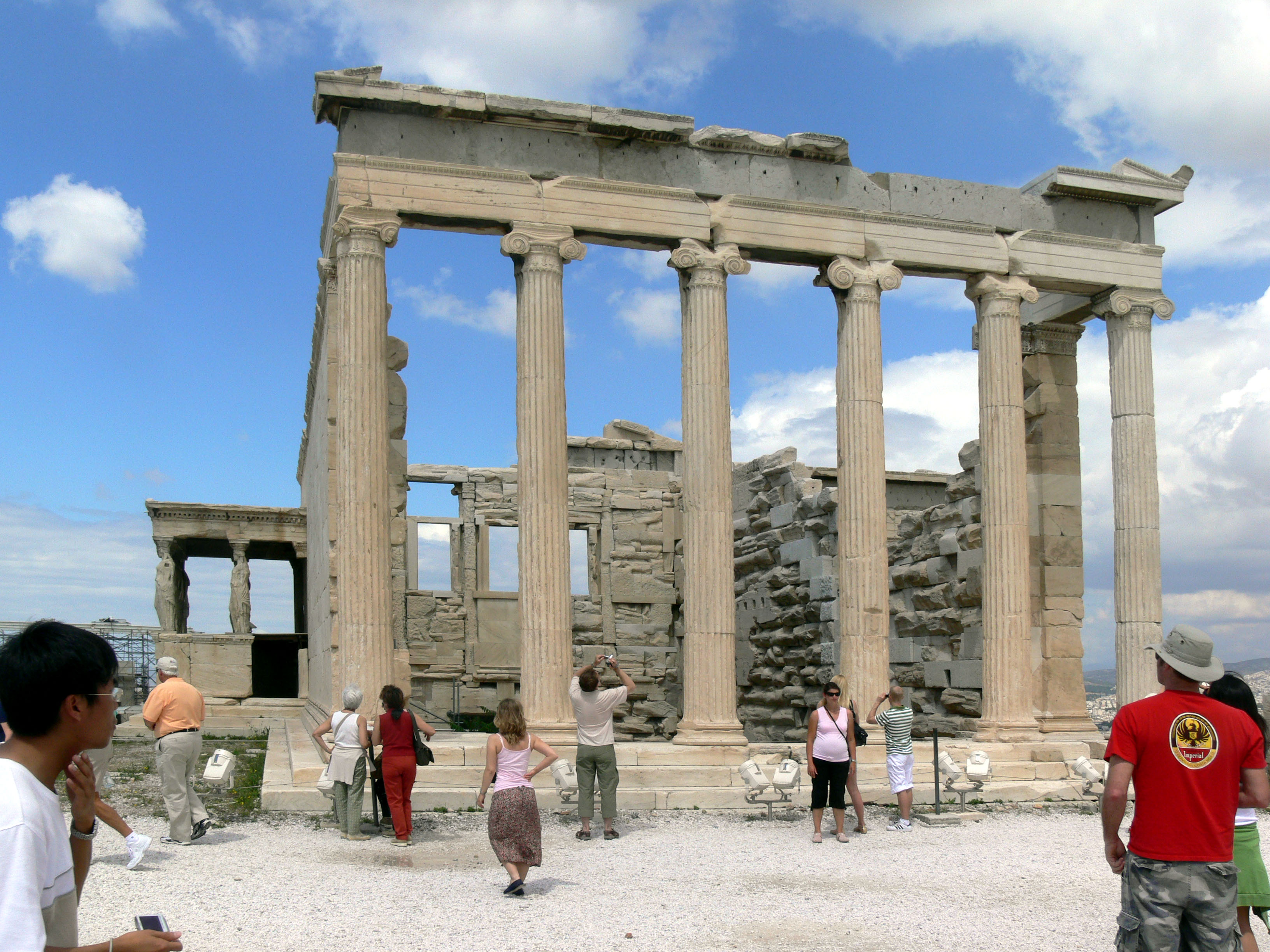
Erechtheion od východu

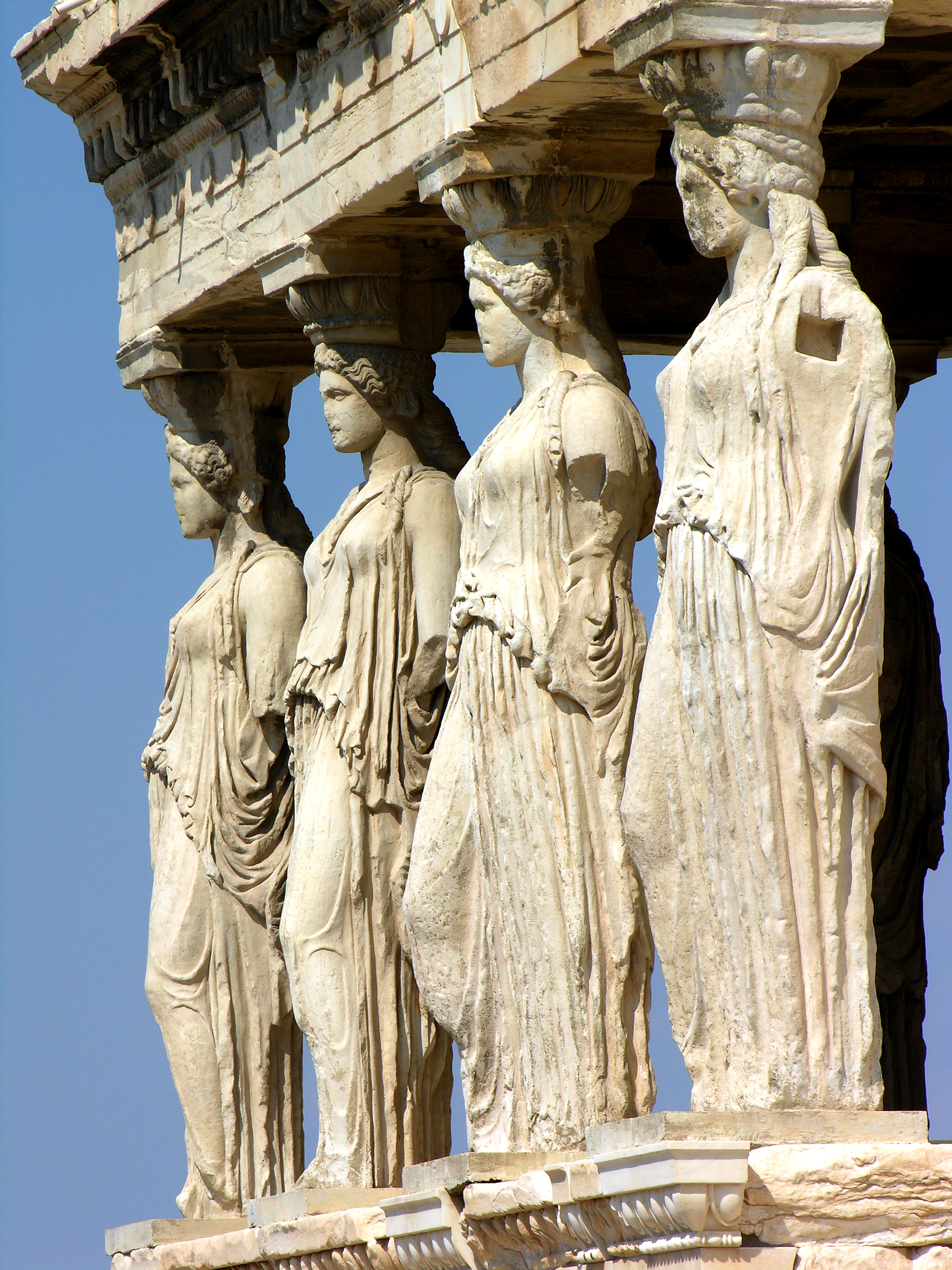
Karyatidy (korai)

Erechtheion je chrám na severním okraji Akropole v Athénách, vybudovaný v letech 420–406 př. n. l. v iónském slohu, patrně z podnětu Periklova a snad za účasti sochaře Feidia. Jako architekti se uvádějí Mnésiklés nebo Filoklés z Acharnai a Archilochos z Agryle.

## Popis
Chrám stojí na místě, kde měl stát palác legendárního krále Erechthea, snad jako náhrada za Peisistratův chrám Athény Polias, který roku 480 př. n. l. zbořili Peršané. Nový chrám sdružoval celkem 13 rozdílných kultů. Byla v něm posvátná dřevěná socha městské bohyně Athény, podle pověsti spadlá z nebe a každoročně k slavnosti Panathénají zdobená květy. Byla v něm trhlina v zemi, kde prý žil posvátný Athénin had, její posvátný olivovník, solný pramen Poseidónův a hrob legendárního krále a zakladatele města Kekropa.
Chrám stojí na svažitém terénu, severní a západní strana stojí asi o 3 m níže než jižní a východní. Je postaven z mramoru z hory Pentelikon na severozápadním okraji Athén, římsy z černého vápence z Eleusiny, na nichž byly reliéfy z bílého mramoru. Všechny plastiky byly bohatě zdobeny barvami a zlacením, sochy měly skleněné zasazované oči atd. Východní stranu tvoří iónský portikus se šesti sloupy, kudy se vstupovalo do hlavní celly s oltářem Athény. Také západní stěnu tvoří portikus se šesti sloupy, na jihovýchodním nároží je slavná předsíň, jejíž strop místo sloupů nese šest ženských postav (korai) jako karyatidy v nadživotní velikosti. Předsíní se vstupovalo do svatyně Poseidóna a Erechthea. Před západní stěnou byl oltář Kekropovy dcery Pandrosy a Athénin olivovník.

## Další osudy
V 1. století n. l. byl chrám opraven, v 7. století byl přeměněn na křesťanský chrám a v 15. století sloužil tureckým důstojníkům jako harém. Roku 1801 dal britský vyslanec v Konstantinopoli Thomas Bruce, 7. hrabě z Elginu odvézt do Británie vedle reliéfů z Parthenonu také jednu z karyatid, kterou pak prodal Britskému muzeu. V letech 1977–1988 bylo Erechtheion důkladně opraveno; originály karyatid byly přeneseny do Akropolského muzea a nahrazeny kopiemi.